# Hemoana Stadium
Hemoana Stadium – wielofunkcyjny stadion w Nukunonu na Tokelau. Jest obecnie używany głównie dla meczów rugby i piłki nożnej. Stadion mieści 1000 osób.